# Nemoria modesta
Nemoria modesta är en fjärilsart som beskrevs av Paul Dognin 1911. Nemoria modesta ingår i släktet Nemoria och familjen mätare. Inga underarter finns listade i Catalogue of Life.